# Estado de Solimões
El Estado de Solimões es una propuesta para una nueva unidad federativa en Brasil que sería el resultado del desmembramiento del estado del Amazonas, abarcando nueve municipios.
Por medio del artículo 12 (de la Ley de Disposiciones Constitucionales de la Constitución de 1988), la Comisión de Estudios Territoriales concluyó que había la necesidad de cambiar la división política del Estado de Amazonas, proponiendo la creación de los territorios de Solimões y Río Negro, y la reorganización de la región.
Como obra de la citada comisión, se crearon primero los territorios de Acre, Amapá, Roraima y Rondonia (elevados a la categoría de Estados, respectivamente: 1963 para Acre y 1988 para los demás, con la promulgación de la nueva Constitución Federal), y posteriormente la división de Goiás para la creación del Estado de Tocantins en 1988.